# Perryville (Arkansas)
Perryville – miasto w Stanach Zjednoczonych, w stanie Arkansas, siedziba administracyjna hrabstwa Perry.